# Пориоманија
Пориоманија или дромоманија је нагон за путовањем, лутањем или мењањем места боравка. Такође, представља импулс да се побегне или одлута, било свесно или у стању амнезије. Код деце се јавља у форми бежање од куће, касније као склоност бесциљном лутању. Јавља се периодично, а у психијатрији се убраја у циклотимичке или епилептоидне поремећаје. Стање се може јавити код неких врста епилепсије и деменције. Такође се назива и пориоманска фуга.

## Клиничка употреба појма
Дромоманија је била психијатријска дијагноза чији је примарни симптом била неодољива жеља за бесциљним лутањем, путовањем или шетњом. Сматрала се неком врстом поремећаја контроле импулса сличан клептоманији или пироманији.
Дромоманију су првенствено описали француски психијатри. Концепт дромоманије је у Америци адаптиран у ментални поремећај чији је примарни симптом бежање и ова дијагноза је коришћена само за робове.
Најпознатији случај дромоманије био је случај Жан-Алберта Дадаса, монтера гаса из Бордоа у Француској, који би пешке стизао чак до Прага, Беча или Москве без сећања на своја путовања. Студент медицине, Филип Тосе, писао је о Дадасу у својој докторској дисертацији 1887. године.
Жан-Мартен Шарко је представио сличан случај који је назвао automatisme ambulatoire, на француском "амбулаторни аутоматизам", или "ходати около без контроле над сопственим поступцима."

## Друштвени контекст
Дромоманија се учестало користи за описивање савремених номадских стилова живота. Она се некада изједначава са склоношћу скитњи јер се повезује са веровањем да номади или бескућници губе способност да живе у домовима и одржавају стабилност. Путописац Ричард Грант сугерише да дромоманију као поремећај дефинишу културе које патологизирају жељу за путовањем која је присутна као инстинкт код људи због њихове еволуционе историје као ловаца-сакупљача. За честе путнике као што је Франсис Ксавијер сумњало се да имају дромоманију.
Од 2000. године појављују се чланци који описују дромоманију као потенцијалну последицу Алцхајмерове болести, деменције и делиријума. Било је покушаја да се дромоманија лечи антипсихотичким лековима.